# Joan Soler i Casanovas
Joan Soler i Casanovas (Sitges, 1854 - Sitges, 16 d'octubre de 1897) va ser un pintor català que va formar part de l'Escola luminista de Sitges.
El seu pare era Francesc Soler i Cassanyes, navilier, i la seva mare Francesca Casanovas i Soler. Va viure a Sitges fins l'adolescència, moment en què la família es va traslladar a la ciutat de Barcelona, més concretament a l'Eixample. A més de la pintura, Joan Soler tenia afecció per la música i l'esport, sobre tot esports nàutics.
El 19 de febrer de 1879, quan tenia 25 anys, es va casar a Sitges amb Josepa Carreras i Robert, cosina de Joan Roig i Soler. També seria família política d'Arcadi Mas i Fondevila, ja que aquest es casaria amb Eulàlia Carreras, germana de Josepa. Van viure uns anys a Sitges, però de nou se n'aniran a Barcelona.
Des de 1872 fins 1877 va estar estudiant en l'Escola de la Llotja, amb la idea de dedicar-se a la pintura. El 1877, juntament amb Joaquim de Miró i Argenter, va decorar el Casino Prado Suburense. També participà en la decoració de la Plana Novella.
Normalment, pintava a la platja abans inclús de que comencés l'Escola luminista, ja que el paisatge i les flors eren els elements que més li agradava representar. Tanmateix, una de les diferències amb altres pintors de l'Escola luminista sitgetana és el paper de les figures i els contorns dels seus quadres. Soler i Casanovas donava una major importància a la línia i al detallisme. Va participar en la Primera Exposició de Belles Arts de Sitges l'any 1892.
La majoria de les seves obres es troben en col·leccions particulars.
Joan Soler i Casanovas no va poder continuar amb la pintura per malaltia. El dissabte 16 d'octubre de 1897, amb 45 anys, va morir per una tuberculosi pulmonar.